# Papaya Bull
Papaya Bull é uma série de desenho animado brasileira produzida e exibida pela Nickelodeon Brasil.
No momento, Papaya Bull, tem cerca de 26 episódios e estreou em 2 de outubro de 2017 na Nickelodeon Brasil  Por enquanto, não há previsão para nenhuma nova temporada.
Inspirada no folclore catarinense, conta com personagens com nomes de praias de Florianópolis  a série é produzida e desenvolvida por um estúdio local. A ideia de usar o boi de mamão como base para a história foi de Ricardo Peres e Rodrigo Eller, do 52 Animation Studio.

## Sinopse
A história se passa na ilha de Papaya, onde cada criança recebe um boi assim que nasce, boi esse que será seu melhor amigo e protetor para a vida. Todos têm o seu menos Cacupé, que chegou misteriosamente na ilha e acabou ficando com o Sócrates, um boi neurótico que havia sobrado. Agora a dupla vai desafiar os costumes da Ilha de Papaya.

## História
Na história, que tem 26 episódios, Papaya Bull é um lugar isolado do mundo e cheio de tradições curiosas. Os bois, por exemplo, nascem de árvores de mamão. Nesta ilha, cada criança que nasce recebe um boi, que se torna seu melhor amigo e também seu cuidador. Um dos personagens principais é Cacupé, um garoto que chegou misteriosamente à ilha, naufragado ao lado de seu pai, Hermano. Como ele não nasceu lá, não tinha um boi para chamar de seu, até que apareceu Sócrates, um boi que também não tinha um bebê lhe esperando quando ele nasceu. Quando Cacupé surge em seu caminho. Sócrates tentou escapar, mas seu instinto natural de fazer par com uma criança humana falou mais alto. Além de Cacupé, que é o nome de um bairro de Florianópolis, outros personagens foram batizados como praias locais, como Joaquina e Daniela, e o Peri, inspirado na Lagoa do Peri. Expressões manezinhas, como istepô e “se tu diz”, também são faladas no desenho.
— Tem também coisas feitas com renda de bilro, a Lagoa, a arquitetura açoriana. É a cara de Floripa num desenho, mas de uma forma que funciona internacionalmente, pois a ideia é que, no futuro, ele alcance crianças de vários países. Apesar de ser inspirada em Florianópolis, a animação traz questões com as quais todas as crianças podem se identificar, como a amizade — complementa Ricardo,um dos criadores da série.

## Personagens
- Cacupé - É o protagonista da série. Cacupé chegou misteriosamente à ilha ainda pequeno a bordo do standup paddle de seu pai, Hermano. Por isso, quando Cacupé proferiu sua primeira frase pedindo um boi para chamar de seu, ele já não carregava o sotaque portunhol do seu pai. No início, todos pensavam que a empolgação de Cacupé era coisa de recém chegado. Mas os dias se passavam e o garoto continuava cada vez mais empolgado. Principalmente porque ele finalmente ganhou o boi que tanto queria, o que lhe permitiu participar ativamente de todos os eventos da cidade, que gira em torno da relação com estes bovinos. Assim é Cacupé: muito entusiasmado com as pequenas coisas da vida.
- Sócrates - Quando o boi Sócrates caiu do mamoeiro não havia um bebê num cesto o esperando do outro lado da lagoa, como deveria de ser. Então o boi nadou errantemente por ali, esperando alguém aparecer. Mesmo com muito medo de tudo e de todos, Sócrates saiu da lagoa. Até que Cacupé surgiu em seu caminho. Sócrates tentou escapar a princípio, mas seu instinto natural de fazer par com uma criança humana falou mais alto. Ao contrário dos outros bois, que apenas mugem, Sócrates fala. E mais: ele não anda nas quatro patas, pois aprendeu a andar em duas. Usa roupas de fino corte, que ele próprio confeccionou. Não come ração como os outros bois, prefere sentar a mesa e sabe utilizar todos os talheres com  muita etiqueta. E foi exatamente assim que ele se juntou a Cacupé. Seguiu seu instinto sem pensar e quando viu era tarde demais para desfazer o que estava feito. E desde então, sempre que olha para o lado e vê Cacupé ali todo sorridente, Sócrates se arrepende de ter dado ouvido ao instinto bovino.
- Guri - Por ter alergia ao pelo de boi, Guri sempre viveu fechado em sua bolha projetada para afastá-lo  dos ruminantes. Isso dificulta ainda mais que ele conquiste seu maior objetivo na vida: namorar.  Eternamente apaixonado por todas as meninas que cruzam seu caminho, Guri apenas desejaria  sair daquela bolha para poder pegar na mão de algum ser do sexo oposto e ficar ali no banco da  praia, olhando para o nada. Mas Guri às vezes deixa esta faceta de pegador,  principalmente quando Cacupé propõe algo divertido e bobo para eles fazerem. Ou seja, o lado  infantil de Guri vive em conflito com seu lado mais adulto e conquistador. Outro problema que ele enfrenta para ser bem sucedido em seus relacionamentos é sua própria  bolha. Quando ele espirra dentro dela, ele sai rolando para trás. Fora que seu remédio para  alergia tem um efeito colateral que não cai bem para quem vive dentro de uma redoma: gases. Assim, sempre que Guri solta um punzinho, a bolha flutua um pouquinho e ele se diverte. Guri está sempre andando com Joaquina, a sua irmã, uma menina aventureira e desastrada que  está sempre envolta em plástico bolha, e Cacupé, um dos seus melhores amigos.
- Joaquina - Para Joaquina o mundo (ou seja, a ilha) é uma arena de esportes radicais. Por isso, qualquer apito , competição, ondas de dez metros ou montanhas íngremes a atraem como um ímã. Muito distraída, vive em um universo próprio com uma lógica própria.  Resultado: o tanto que Joaquina tem de radical ela tem de desastrada. Ela está sempre se  enrolando, tropeçando, caindo, derrubando. Mas os pais de Joaquina se preocupam ao vê-la  sempre em situações de perigo nos esportes radicais. Por isso, a enrolaram em um plástico bolha. Nada mais natural: Joaquina é irmã de Guri, que vive dentro de uma bolha, e o sobrenome da  família é, surpresa, Bolha. Joaquina é mal tratada pelas outras meninas que não andam com ela  por causa de seu outfit plástico. Joaquina não liga, prefere andar com Guri e Cacupé. Quando alguém se estressa (e este alguém quase sempre é Sócrates) normalmente vai até  Joaquina para estourar suas bolhas.
- Floriano - O gênio mirim, o Steve Jobs no corpo de criança da ilha, Floriano é um cientista e inventor. Pelo  menos ele diz que é, apesar de suas invenções serem quase sempre inúteis. O fato é que todo  novo produto e avanço tecnológico da ilha vem da empresa da sua família, a Polybull. Mas mesmo  com a importância que ele tem em Papaya, Floriano é uma figura meio solitária. Ranzinza, ele  sempre quer manter distância das outras crianças e da ilha, mas quase nunca consegue fazer isso.  Floriano não curte gostar nem ser gostado e realmente acha que pode viver sozinho. Por isso ele  não tem boi, e sim o Touro Mecânico que ele mesmo construiu.
- Hermano - Pai de Cacupé, este senhor de 40 anos tem um pesado sotaque argentino em seu "portunhol",  mas mais parece um rato de praia carioca. Contador por formação, se fixou na ilha há pouco  tempo e, diferentemente da população local, se recusou a trabalhar na ponte, abrindo seu próprio  negócio: uma barraca de "bem estar" na praia, que na verdade não é propriamente de coisas  saudáveis, mas coisas que fazem bem. Tipo: cafuné, pão quentinho, elogios. Sonhador e empreendedor, Hermano está sempre inovando em suas receitas de ostras,  acreditando piamente que toda sua nova invenção vai ser um sucesso. Como Hermano chegou à ilha? Nem ele sabe. Acompanhado de Cacupé, Hermano fora  encontrado desmaiado na praia, delirando devido à insolação ao lado de uma enorme prancha de  stand up paddle. Um tsunami? Uma carona numa baleia? Uma abdução alienígena? Hermano não  tem certeza o que o trouxe à ilha Papaya, mas calcula que ele tenha vindo de muito longe, uma  vez que a marca de sol na sua barriga no formato da regata que ele usava no dia nunca mais saiu.[3]
- Ju e Rerê - São duas gêmeas que estão o tempo todo juntas.
- Dani - É uma adolescente que sempre está pensando em ganhar dinheiro.

## Elenco
- Marina Santana como Cacupé,Vozes Adicionais
- Glauco Marques com Sócrates, Vozes Adicionais
- Pierre Bittencourt
- Ítalo Luiz
- Artur Berges
- Simone Evans
- Marilice Condensa
- Marli Bortoletto
- Tânia Gaidarji
- Raul Rosa
- Reinaldo Rodrigues
- Ângelo Vizzaro
- César Marchetti
- Clara Carvalho

## Lista de Episódios

### Resumo
| Temporada | Data de estreia      | Data de fim         |
| --------- | -------------------- | ------------------- |
| 1         | 2 de outubro de 2017 | 31 de março de 2018 |

### Primeira Temporada
| Episódio | Título original                      | Descrição | Estreia original       |
| -------- | ------------------------------------ | --- | ---------------------- |
| 1a       | Ou Não                               | Cacupé completa 13 anos e é obrigado a se separar do boi Sócrates. | 2 de outubro de 2017   |
| 1b       | Os Caçadores da Bernúncia Perdida    | Cacupé,Hermano e Sócrates vão a floresta, tentar caçar uma bernúncia. | 2 de outubro de 2017   |
| 2a       | Multigorra                           | Aparece um brinquedo na ilha de Papaya e Floriano não é convidado. Depois, ele entrega aos bois que escondem o brinquedo. Na mesma hora, que Cacupé,Joaquina e Guri não encontram o brinquedo, Floriano tenta resgatar o brinquedo escondido, através de um plano elaborado por ele mesmo.                                                                                      | 9 de outubro de 2017   |
| 2b       | Bubble Date                          | Guri tem um encontro para ir e vai junto com Cacupé, mais a namorada de Guri acaba ficando com Cacupé. | 9 de outubro de 2017   |
| 3a       | Carrapatos me Mordam                 | Sócrates fica com um carrapato, no mesmo dia do aniversário dele. | 16 de outubro de 2017  |
| 3b       | Irruminação                          | É feito uma votação para comprovar se Cacupé é "esperto" ou "burro". | 16 de outubro de 2017  |
| 4a       | Barrigón de Aluguel                  | As crianças fazem uma apresentação de teatro para aos pais deles, mais apenas Hermano aparece. Dani, começa a usar Hermano, como o "pai de todas as crianças" para poder ganhar dinheiro, mas no final, isso não é suficiente e as crianças ficam com saudades dos pais, então eles arrumam um microfone e chamam os pais, que estão no trabalho, para assistir a apresentação. | 23 de outubro de 2017  |
| 4b       | Encanto de Sereia                    | Sócrates leva sol por muito tempo e fica loucamente apaixonado por uma sereia. | 23 de outubro de 2017  |
| 5a       | Lavando a Alma                       | Os bois vão tomar banho nas indústrias Polibull, mais Sócrates se recusa, porque achava que ia virar bife. Cacupé se disfarça de boi e entra nessas indústrias. | 30 de outubro de 2017  |
| 5b       | Bolha vs. Bolha                      | Joaquina e Guri brigam e decidem não ser mais irmãos, indo parar no tribunal. | 30 de outubro de 2017  |
| 6a       | Cinco Meias Verdades sobre a Mentira | Cacupé inventa uma mentira e depois, quando tenta contar a verdade, ninguém acredita nele. | 6 de novembro de 2017  |
| 6b       | O Artista Está Presente              | Floriano pede demissão do professor de artes, que é substituído por Sócrates, que tem que aturar as palhaçadas das crianças. | 6 de novembro de 2017  |
| 7a       | O Tempo não Para - Parte 1           | Cacupé e Sócrates fazem várias viagens no tempo, uma delas até no dia que Cacupé conheceu Sócrates. No final do episódio, após Cacupé ter destruído uma biblioteca, Sócrates diz que nunca queria ter conhecido o Cacupé e volta ao passado, para impedir que isso aconteça. | 9 de dezembro de 2017  |
| 7b       | O Tempo não Para - Parte 2           | Sócrates do presente se encontra com o Sócrates do presente e se dão muito bem. Quando Cacupé descobre que Sócrates "o-abandonou", Cacupé fica maluco. No final do episódio, Sócrates do passado não quer mais ficar com o Sócrates do presente, quando vê Cacupé e o resultado é que tudo fica do jeito que sempre foi.                                                        | 9 de dezembro de 2017  |
| 8a       | A Cigarra e o Boi                    | Para ajudar Cacupé a superar a perda de uma cigarra de estimação, Hermano e Sócrates contam para o menino a lendária história do velho ermitão da ilha, que jamais aceitou se desapegar de seu boi da infância. | 16 de dezembro de 2017 |
| 8b       | Problemas de Leitura                 | Para se livrar de Cacupé, Sócrates aluga um apartamento na periferia de Papaya. Ele descobre que o depósito de esterco da ilha fica embaixo da sua janela, e que aquilo está gerando problemas catastróficos: Papaya está afundando. | 16 de dezembro de 2017 |
| 9a       | Título ainda não foi revelado        | | 3 de março de 2018     |
| 9b       | Título ainda não foi revelado        | | 3 de março de 2018     |
| 10a      | Título ainda não foi revelado        | | 10 de março de 2018    |
| 10b      | Título ainda não foi revelado        | | 10 de março de 2018    |
| 11a      | Título ainda não foi revelado        | | 17 de março de 2018    |
| 11b      | Título ainda não foi revelado        | | 17 de março de 2018    |
| 12a      | Título ainda não foi revelado        | | 24 de março de 2018    |
| 12b      | Título ainda não foi revelado        | | 24 de março de 2018    |
| 13a      | Título ainda não foi revelado        | | 31 de março de 2018    |
| 13b      | Título ainda não foi revelado        | | 31 de março de 2018    |